# Mercedes-Benz Unimog
Унимог (нем. Mercedes-Benz Unimog, от нем. Universalmotorgerät — универсальное моторное устройство) — семейство универсальных немецких крупнотоннажных грузовых автомобилей-вездеходов для специального использования (имеется широкая гамма дополнительного навесного оборудования) и транспортировки в экстремальных условиях. Первая модель разработана в 1945 году, серийно производятся с 1949 года, а с 1951 года производство поглощено концерном «Даймлер-Бенц» и вездеходы выпускаются под маркой «Мерседес-Бенц».

## Модельный ряд
В настоящее время под маркой Unimog производятся вездеходы трёх серий:
- тяжёлая серия 437 (нем. Hochgeländegängig, сокр. UHN) включает модели U 4000 и U 5000, предназначенные для езды по пересечённой местности;
- средняя серия 405 (нем. Geräteträger, UGN) включает модели U 300, U 400 и U 500, предназначенные для использования с навесным оборудованием;
- лёгкая модель U 20 (с 2008 г.; только для стран с левосторонним движением), основанная на укороченной базе U 300 с кабиной над двигателем от бразильского лёгкого грузовика Accelo (Caminhões Leves)[2].

## Применение
Первая модель была разработана вскоре после Второй мировой войны для применения в сельском хозяйстве. Автомобиль был разработан с постоянным полным приводом с колёсами одинакового размера, чтобы ехать по дорогам на более высоких скоростях, чем стандартные тракторы. «Унимоги» обладают высоким клиренсом и гибкой рамой, являющейся частью подвески, поэтому не предназначены для транспортировки большого количества груза, в отличие от обычных грузовиков.
Благодаря хорошим возможностям преодоления бездорожья (высокий клиренс, портальные мосты, скручиваемая рама) Унимоги можно встретить в джунглях, горах и пустынях как военные транспортные средства, пожарные автомобили, командно-штабные, экспедиционные, и даже на гонках грузовиков и ралли Дакар. На шасси Унимог изготавливаются бронетранспортёры Dingo, которые уже имеют боевой опыт применения в Афганистане: подорвавшись на мине, такой автомобиль, тем не менее, защитил водителя и весь экипаж, находившийся внутри. В Западной Европе они обычно используются как снегоочистители, коммунальный уборочный транспорт как для зимнего, так и для летнего применения, сельскохозяйственные грузовики, строительное оборудование (краны, буры, рабочие корзины, манипуляторы, платформы) и локомобили (передвижные двигатели преимущественно для сельскохозяйственных нужд).
В России за счёт проходимости Унимогов они применяются охотниками после дооборудования как VIP — «эксклюзивный дом на колесах». Внутри такого автомобиля могут быть кровати, TV, холодильники, мультимедиа.

## Автомобиль в России
Совместное предприятие ОАО «КамАЗ» и концерна Daimler AG «Мерседес-Бенц Тракс Восток», расположенное в Набережных Челнах, приступило к сборке Unimog.
Первым собранным в России специальным автомобилем стал Unimog на базе U400 для коммунальных служб. Пока автомобили собирают крупноузловым методом (SKD) из машинокомплектов, поставляемых с завода Daimler в немецком Верте. По заявлению представителей Daimler AG, качество готового автомобиля полностью соответствует стандартам Mercedes-Benz.
«Рождение первого российского Unimog свидетельствует о высоких технических возможностях производственной площадки и профессионализме рабочих, — заявил директор завода „Мерседес-Бенц Тракс Восток“ Аксель Бензе. — Производственная площадка „Мерседес-Бенц Тракс Восток“ в Набережных Челнах, уже признанная лучшим заводом Mercedes-Benz в мире из всех осуществляющих сборку крупноузловым методом, достигла новой вершины. Unimog, собранный в Набережных Челнах, на сто процентов отвечает требованиям качества Mercedes-Benz, и я очень горжусь нашими рабочими, которые смогли достичь такого результата».
В 2022 году после обострения российско-украинского конфликта концерн Мерседес, производящий Унимог прекратил всякое сотрудничество с Россией и совместное предприятие прекратило свое существование.
Mercedes — третий производитель в легковом автопроме, покидающий российский рынок. До этого реализовали свои активы и покинули его Renault и Nissan. Также в стране закрылся завод Toyota.
Unimog U400 с бортовой быстросъемной алюминиевой платформой оснащается полным приводом. Автомобиль имеет шестицилиндровый турбодвигатель стандарта Евро-3 (231 л. с.) с крутящим моментом 810 Н·м и оснащён гидравлической системой для подключения навесного оборудования. Полностью синхронизированная реверсивная коробка передач с восемью передачами для движения вперед и шестью передачами заднего хода обеспечивает легкую смену направления движения.